# Sepp Tiefenbacher
Sepp Tiefenbacher (* 4. Februar 1925 in Gutenstein in Niederösterreich; † 1. August 2009 in Wiener Neustadt) war ein österreichischer Forstarbeiter, Gastwirt und Schriftsteller.

## Leben
Josef Tiefenbacher wuchs in der Holzknechtsiedlung Steinapiesting in Gutenstein auf, wo seine Eltern Johann und Leopoldine Tiefenbacher eine Landwirtschaft und eine Gastwirtschaft betrieben. Als Bub hütete er die Kühe auf Waldweiden. Er besuchte ein Jahr lang eine landwirtschaftliche Fachschule. Den Kriegsdienst machte er bei den Gebirgsjägern und kehrte nach vier Jahren mit einem Gehörschaden und einem erblindeten Auge aus dem Krieg zurück. Er arbeitete als Forstarbeiter und legte 1951 die Forstarbeiterprüfung ab und war Betriebsratsobmann der gräflich-hoyos´schen Forstverwaltung Gutenstein. Danach wagte er einen neunmonatigen Arbeitsaufenthalt in Schweden. Danach machte er sich mit gewerblicher Lohnarbeit mit einem der ersten Traktoren der Gegend, einem 15er-Steyr, selbstständig, wo er Mähen, Pflügen, Brennholz schneiden, Holz ausstreifen und Transporte anbot. 1958 heiratete er Gertrud Salmannshofer und übernahm den elterlichen Betrieb. 1961 beendete er seinen Dienst als Forstarbeiter und 1970 beendete er die gewerbliche Lohnarbeit. Von 1975 bis 1985 war Sepp Tiefenbacher neben dem Bürgermeister Ernst Hochenbichler geschäftsführender Gemeinderat der Marktgemeinde Gutenstein. Nachdem seine Tochter Irmgard den Gasthof übernommen hatte, fand er Zeit für das Schreiben.

## Publikationen
- mit Hiltraud Ast: Leben und Arbeit im Wald. Gutenstein in Gedichten und Bildern. Gesellschaft der Freunde Gutensteins, Niederösterreichische Volkskunde Band 11, Verlag A. Schendl, Wien 1978, ISBN 3-85268-061-1.
- Dahoam in Wald. Gedichte in niederösterreichischer Mundart. Mundart aus Steinapisting in Gutenstein, Lebendiges Wort Band 254, Verlag Welsermühl, Wels 1989, ISBN 3-85339-616-X.
- Was ma einfollt, was ma auffollt. Eigenverlag, Gutenstein 1994.
- Erinnerungen. Eigenverlag, Gutenstein 1996.
- Gedichte. Eigenverlag, Gutenstein 1997.
- mit Hiltraud Ast: Der Gutensteiner Holzknecht. Redeweise, Arbeit und Leben. Illustrationen aus dem niederösterreichisch-steiermärkischen Grenzgebirge, Gesellschaft der Freunde Gutensteins, Perlach Verlag, Augsburg 1997, ISBN 3-922769-26-8.
- Steinapiesting. Chronik einer Holzknecht-Siedlung. Einleitungsworte von Adi Reuscher, Bürgermeister der Marktgemeinde Gutenstein, Geschichte des Ortes mit Fotos, Häuserverzeichnis, Flurnamenverzeichnis, Namensverzeichnis, Eigenverlag, Gutenstein 2001, 262 Seiten.
- Wetterleuchten. Wettersprüche, Lostage, Sprichwörter, Redewendungen. Edition Weinviertel, Gösing/Wagram 2004, ISBN 3-901616-72-1.
- Entas B°ach huckt a Henn. Mundart zwischen Wienerwald und Mariazellerland. Ein unterhaltsames Wörter- und Lesebuch. Edition Weinviertel, Gösing/Wagram 2006, ISBN 978-3-901616-83-9.